# Alfabeto armeno

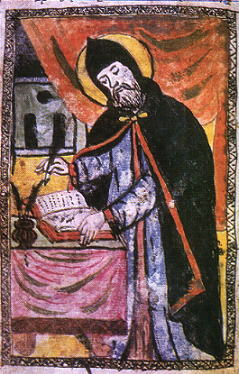
Mesrop Mashtots, creatore dell'alfabeto armeno

L'alfabeto armeno (in armeno Հայկական Այբուբեն?, Haykakan aybowben) è utilizzato per scrivere la lingua armena dall'inizio del V secolo.
La parola armena per «alfabeto» è այբուբեն, aybowben (IPA [aɪbubɛn] in armeno orientale; [aɪpʰupʰɛn] in armeno occidentale), composto delle sue due prime lettere Ա (ayb) e Բ (ben).

## Storia
L'alfabeto armeno fu creato dal chierico Mesrop Mashtots nel 405 per tradurre la Bibbia in armeno.
Le fonti medievali armene affermano inoltre che Maštoç avrebbe inventato anche l'alfabeto georgiano e l'alfabeto dell'albanese caucasico allo stesso tempo. Vari sistemi di scrittura sono stati proposti come il prototipo dell'alfabeto armeno. Il pahlavi era la scrittura liturgica in Armenia prima dell'introduzione del cristianesimo, e l'alfabeto siriaco, insieme a quello greco, era uno degli alfabeti della scrittura cristiana. L'alfabeto armeno mostra delle somiglianze con entrambi.
Ad ogni modo l'idea generale è che l'alfabeto armeno sia modellato sull'alfabeto greco, con l'aggiunta di lettere supplementari da una fonte differente per i suoni armeni sconosciuti al greco. La prova principale è l'ordine delle lettere che segue in linea di massima quello greco, la legatura ow per esprimere la vocale [u], come in greco, e la forma di alcune lettere che sembrano derivate da una varietà di corsivo greco.
Ci sono quattro forme di scrittura:
- la erkatagir, le lettere corazzate, utilizzate nei manoscritti dal V al XIII secolo, ed ancora preferite per le iscrizioni epigrafiche;
- la bolorgir, corsivo, che fu inventata nel X secolo e si diffuse nel XII secolo, utilizzate per i primi libri stampati nel XVI secolo;
- la notrgir, minuscolo, inventata per fini di rapidità, venne usata in modo diffuso durante la diaspora armena tra il XVI ed il XVIII secolo, ed in seguito si diffuse anche nella stampa;
- la šeghagir, scrittura obliqua, che è la forma di scrittura più comune al giorno d'oggi.

Anche se i due dialetti principali dell'armeno, l'orientale e l'occidentale, usano lo stesso alfabeto, in seguito ai mutamenti fonetici subiti dall'armeno occidentale alcune lettere vengono pronunciate in modo differente.
Ciò vale per le seguenti lettere:
- բ ([b]) passa a [pʰ] e պ ([p]) passa a [b]
- դ ([d]) passa a [tʰ] e տ ([t]) passa a [d]
- գ ([ɡ]) passa a [kʰ] e կ ([k]) passa a [ɡ]
- ջ ([d͡ʒ]) passa a [t͡ʃʰ] e ճ ([t͡ʃ]) passa a [d͡ʒ]
- ձ ([d͡z]) passa a [t͡sʰ] e ծ ([t͡s]) passa a [d͡z]

Il numero e l'ordine delle lettere è cambiato varie volte nel corso del tempo.
Nel medioevo vennero aggiunte due nuove lettere (օ [o], ֆ [f]) per meglio rappresentare i suoni delle lingue straniere; ciò incrementò il numero delle lettere da 36 a 38. In seguito, il dittongo աւ seguito da una consonante, fino ad allora pronunciato [au] in armeno classico, ad esempio աւր (awr, [auɹ], giorno), cominciò ad essere pronunciato [oɹ], e dal XIII secolo venne scritto օր (ōr). In armeno classico, աւ seguito da una consonante rappresenta il dittongo au; es. hawr (del padre), arawr (aratro), oggi scritti hōr, arōr; una sola parola ha mantenuto aw, oggi pronunciato av: աղաւնի (piccione); ci sono inoltre alcuni nomi propri che hanno conservato aw prima di una consonante: Տաւրռս (Taurusn), Փաւստոս (Faustus), ecc.
Per questo motivo oggi ci sono parole armene originali che iniziano con la lettera օ (ō) anche se questa lettera è stata presa in prestito dall'alfabeto greco per esprimere la pronuncia delle parole straniere che iniziavano con o [o].
Dal 1922 al 1924, la Repubblica Socialista Sovietica Armena adottò una riforma dell'ortografia della lingua armena. In generale ciò non cambiò la pronuncia delle singole parole, con qualche eccezione. Gli armeni della diaspora rifiutarono la riforma ortografica e continuarono ad usare l'ortografia mesrobiana: essi ne criticano alcuni aspetti e adducono motivi politici alla base della riforma.

## L'alfabeto e la sua pronuncia
| Lettera | Nome                    | Nome                 | Nome            | Nome             | Nome               | Pronuncia               | Pronuncia                 | Pronuncia               | Traslitterazione | Traslitterazione | Valore numerico |
| Lettera | Ortografia tradizionale | Ortografia riformata | Pronuncia       | Pronuncia        | Pronuncia          | Armeno classico         | Armeno orientale          | Armeno occidentale      | Armeno classico  | ISO 9985         | Valore numerico |
| Lettera | Ortografia tradizionale | Ortografia riformata | Armeno classico | Armeno orientale | Armeno occidentale | Armeno classico         | Armeno orientale          | Armeno occidentale      | Armeno classico  | ISO 9985         | Valore numerico |
| ------- | ----------------------- | -------------------- | --------------- | ---------------- | ------------------ | ----------------------- | ------------------------- | ----------------------- | ---------------- | ---------------- | --------------- |
| Ա ա     | այբ                     | այբ                  | [aɪb]           | [aɪb]            | [aɪpʰ]             | [ɑ]                     | [ɑ]                       | [ɑ]                     | a                | a                | 1               |
| Բ բ     | բեն                     | բեն                  | [bɛn]           | [bɛn]            | [pʰɛn]             | [b]                     | [b]                       | [pʰ]                    | b                | b                | 2               |
| Գ գ     | գիմ                     | գիմ                  | [ɡim]           | [ɡim]            | [kʰim]             | [ɡ]                     | [ɡ]                       | [kʰ]                    | g                | g                | 3               |
| Դ դ     | դա                      | դա                   | [dɑ]            | [dɑ]             | [tʰɑ]              | [d]                     | [d]                       | [tʰ]                    | d                | d                | 4               |
| Ե ե     | եչ                      | եչ                   | [jɛtʃʰ]         | [jɛtʃʰ]          | [jɛtʃʰ]            | [ɛ], inizio parola [jɛ] | [ɛ], inizio parola [jɛ]   | [ɛ], inizio parola [jɛ] | e                | e                | 5               |
| Զ զ     | զա                      | զա                   | [zɑ]            | [zɑ]             | [zɑ]               | [z]                     | [z]                       | [z]                     | z                | z                | 6               |
| Է է     | է                       | է                    | [ɛː]            | [ɛ]              | [ɛ]                | [ɛː]                    | [ɛ]                       | [ɛ]                     | ē                | ê                | 7               |
| Ը ը     | ըթ                      | ըթ                   | [ətʰ]           | [ətʰ]            | [ətʰ]              | [ə]                     | [ə]                       | [ə]                     | ə                | ë                | 8               |
| Թ թ     | թօ                      | թո                   | [tʰo]           | [tʰo]            | [tʰo]              | [tʰ]                    | [tʰ]                      | [tʰ]                    | t‘               | t‘               | 9               |
| Ժ ժ     | ժէ                      | ժե                   | [ʒɛː]           | [ʒɛ]             | [ʒɛ]               | [ʒ]                     | [ʒ]                       | [ʒ]                     | ž                | ž                | 10              |
| Ի ի     | ինի                     | ինի                  | [ini]           | [ini]            | [ini]              | [i]                     | [i]                       | [i]                     | i                | i                | 20              |
| Լ լ     | լիւն                    | լյուն                | [lʏn]           | [lʏn]            | [lʏn]              | [l]                     | [l]                       | [l]                     | l                | l                | 30              |
| Խ խ     | խէ                      | խե                   | [χɛː]           | [χɛ]             | [χɛ]               | [χ]                     | [χ]                       | [χ]                     | x                | x                | 40              |
| Ծ ծ     | ծա                      | ծա                   | [tsɑ]           | [tsɑ]            | [dzɑ]              | [ts]                    | [ts]                      | [dz]                    | c                | ç                | 50              |
| Կ կ     | կեն                     | կեն                  | [kɛn]           | [kɛn]            | [ɡɛn]              | [k]                     | [k]                       | [ɡ]                     | k                | k                | 60              |
| Հ հ     | հօ                      | հո                   | [ho]            | [ho]             | [ho]               | [h]                     | [h]                       | [h]                     | h                | h                | 70              |
| Ձ ձ     | ձա                      | ձա                   | [dzɑ]           | [dzɑ]            | [tsʰɑ]             | [dz]                    | [dz]                      | [tsʰ]                   | j                | j                | 80              |
| Ղ ղ     | ղատ                     | ղատ                  | [ɫɑt]           | [ʁɑtʼ]           | [ʁɑd]              | [l], o [ɫ]              | [ʁ]                       | [ʁ]                     | ł                | ġ                | 90              |
| Ճ ճ     | ճէ                      | ճե                   | [tʃɛː]          | [tʃɛː]           | [ʤɛ]               | [tʃ]                    | [tʃ]                      | [ʤ]                     | č                | č̣                | 100             |
| Մ մ     | մեն                     | մեն                  | [mɛn]           | [mɛn]            | [mɛn]              | [m]                     | [m]                       | [m]                     | m                | m                | 200             |
| Յ յ     | յի                      | հի                   | [ji]            | [hi]             | [hi]               | [j]                     | [h], [j]                  | [h], [j]                | y                | y                | 300             |
| Ն ն     | նու                     | նու                  | [nu]            | [nu]             | [nu]               | [n]                     | [n]                       | [n]                     | n                | n                | 400             |
| Շ շ     | շա                      | շա                   | [ʃɑ]            | [ʃɑ]             | [ʃɑ]               | [ʃ]                     | [ʃ]                       | [ʃ]                     | š                | š                | 500             |
| Ո ո     | ո                       | ո                    | [o]             | [vo]             | [vo]               | [o], inizio parola [vo] | [o], inizio parola [vo]   | [o], inizio parola [vo] | o                | o                | 600             |
| Չ չ     | չա                      | չա                   | [tʃʰɑ]          | [tʃʰɑ]           | [tʃʰɑ]             | [tʃʰ]                   | [tʃʰ]                     | [tʃʰ]                   | č‘               | č                | 700             |
| Պ պ     | պէ                      | պե                   | [pɛː]           | [pɛː]            | [bɛ]               | [p]                     | [p]                       | [b]                     | p                | p                | 800             |
| Ջ ջ     | ջէ                      | ջե                   | [ʤɛː]           | [ʤɛ]             | [tʃʰɛ]             | [ʤ]                     | [ʤ]                       | [tʃʰ]                   | ǰ                | ǰ                | 900             |
| Ռ ռ     | ռա                      | ռա                   | [rɑ]            | [ɾɑ]             | [ɾɑ]               | [r]                     | [ɾ]                       | [ɾ]                     | r̄                | ṙ                | 1000            |
| Ս ս     | սէ                      | սե                   | [sɛː]           | [sɛ]             | [sɛ]               | [s]                     | [s]                       | [s]                     | s                | s                | 2000            |
| Վ վ     | վեւ                     | վեվ                  | [vɛv]           | [vɛv]            | [vɛv]              | [v]                     | [v]                       | [v]                     | v                | v                | 3000            |
| Տ տ     | տիւն                    | տյուն                | [tʏn]           | [tʏn]            | [dʏn]              | [t]                     | [t]                       | [d]                     | t                | t                | 4000            |
| Ր ր     | րէ                      | րե                   | [ɹɛː]           | [ɹɛ]             | [ɾɛ]               | [ɹ]                     | [ɹ]                       | [ɾ]                     | r                | r                | 5000            |
| Ց ց     | ցօ                      | ցո                   | [tsʰo]          | [tsʰo]           | [tsʰo]             | [tsʰ]                   | [tsʰ]                     | [tsʰ]                   | c‘               | c‘               | 6000            |
| Ւ ւ     | հիւն                    | N/A                  | [hʏn]           | [hʏn]            | [hʏn]              | [w]                     | [v]                       | [v]                     | w                | w                | 7000            |
| Ու ու   | N/A                     | ու                   |                 | [u]              |                    |                         | [u]                       |                         | u                | ow               | N/A             |
| Փ փ     | փիւր                    | փյուր                | [pʰʏɹ]          | [pʰʏɹ]           | [pʰʏɾ]             | [pʰ]                    | [pʰ]                      | [pʰ]                    | p‘               | p‘               | 8000            |
| Ք ք     | քէ                      | քե                   | [kʰɛː]          | [kʰɛ]            | [kʰɛ]              | [kʰ]                    | [kʰ]                      | [kʰ]                    | k‘               | k‘               | 9000            |
| և       | N/A                     | և                    |                 | [jɛv]            |                    |                         | [ɛv], inizio parola [jɛv] |                         | ew               | ew               | N/A             |
| Օ օ     | օ                       | օ                    | [o]             | [o]              | [o]                | [o]                     | [o]                       | [o]                     | ô                | ò                | N/A             |
| Ֆ ֆ     | ֆէ                      | ֆե                   | [fɛː]           | [fɛ]             | [fɛ]               | [f]                     | [f]                       | [f]                     | f                | f                | N/A             |
| Lettera | Ortografia tradizionale | Ortografia riformata | Armeno classico | Armeno orientale | Armeno occidentale | Armeno classico         | Armeno orientale          | Armeno occidentale      | Armeno classico  | ISO 9985         | Valore numerico |
| Lettera | Ortografia tradizionale | Ortografia riformata | Pronuncia       |                  |                    | Armeno classico         | Armeno orientale          | Armeno occidentale      | Armeno classico  | ISO 9985         | Valore numerico |
| Lettera | Nome                    | Nome                 | Nome            | Nome             | Nome               | Pronuncia               | Pronuncia                 | Pronuncia               | Traslitterazione | Traslitterazione | Valore numerico |

1. ↑  Nella tavola, la "h" in apice ([ʰ]) è il segno diacritico che indica l'aspirazione della consonante nell'alfabeto fonetico internazionale.
2. ↑  All'inizio di parola il suono è ye /jɛ/, in altri casi è e /ɛ/. La y /j/ cade quando la parola si trova all'interno dei composti, es. եղբայր (ełbayr, /jɛʀˈbajɹ/ (fratello)), ma մորեղբայր (morełbayr, /moɹɛʀˈbajɹ/ (fratello della madre).
3. ↑  Secondo l'ortografia riformata, il nome di <լ> si pronuncia [lyun].
4. ↑  Solo nell'ortografia tradizionale, quando si trova all'inizio di una parola o di una radice all'interno di altre parole
5. ↑  All'inizio di parola il suono è vo /vo/, in altri casi è o /o/. La  /v/ cade quando la parola si trova all'interno dei composti, es. որդի (ordi, /voɹˈtʰi/ (figlio), ma քեռորդի (k‘eṙordi, /kʰeroɹˈtʰi/ (figlio dello zio da parte di madre).
6. 1 2  In pratica solo gli armeni residenti in Iran la pronunciano [ɹ]; gli armeni orientali (che risiedono in Armenia hanno cambiato il suono [ɹ] (ր) dell'armeno classico in [ɾ].
7. ↑  Nell'ortografia riformata questa lettera è stata rimpiazzata da un monottongo <ու> che rappresenta [u].
8. ↑  Di solito rappresenta /v/ ma ci sono alcune eccezioni. In armeno classico աւ ad inizio di una paroola (se seguita da una consonante) rappresenta /au/, es. աւր (awr, /auɹ/, giorno). In seguito ad un mutamento fonetico nel medioevo, questa pronuncia passò a /oɹ/ e dal XIII secolo venne scritta օր (ōr); il monottongo originale ու (che rappresentava /ov/ o /ou/) divenne /u/; il monottongo իւ (iw) rappresenta /ju/ (la riforma ortografica del periodo sovietico rimpiazzò ի (i) con յ (y) ed ւ (w) con ու (ow), formando il dittongo յու).
9. ↑  Questa lettera, formata a partire da una legatura delle lettere o (ո) e hyown (ւ), ha rimpiazzato hyown nell'alfabeto a seguito della riforma ortografica del periodo sovietico.
10. ↑  Secondo la riforma ortografica, il nome di <փ> si pronuncia [pʰjuɾ].
11. ↑  La legatura և non ha forma maiuscola; quando deve essere scritta in maiuscolo si scrive con le due lettere Եվ, secondo l'ortografia successiva alla riforma ortografica sovietica.
12. ↑  Questa lettera, formata a partire da una legatura delle lettere eč (ե) e hyown (ւ), ha preso posto nell'alfabeto a seguito della riforma ortografica del periodo sovietico.

## Legature
I manoscritti antico-armeni utilizzavano molte legature tra le lettere per risparmiare spazio. Alcune delle legature più utilizzate erano:
- "ﬓ" ("մ"+"ն")
- "ﬔ" ("մ"+"ե")
- "ﬕ" ("մ"+"ի")
- "ﬖ" ("վ"+"ն")
- "ﬗ" ("մ"+"խ")
- "և" ("ե"+"ւ")

L'ultima di questo elenco ("և") non è più una legatura di due caratteri distinti, perché ora è una lettera a sé stante che ha il suo posto nella nuova sequenza alfabetica.
Dopo l'invenzione dei caratteri da stampa per la lingua armena, si fece ugualmente un largo uso di legature.

## Segni di punteggiatura
Da questo elenco si osserva come la punteggiaura armena ha ben poco in comune con la nostra:
- " , " corrisponde alla virgola;
- " : " corrisponde al punto fermo;
- " ' " viene usato come punto per le abbreviazioni;
- " ՞ " corrisponde al punto interrogativo e viene posto tra l'ultima e la penultima lettera dell'ultima parola della domanda;
- " ՝ " è la pausa breve ed è posizionata nello stesso posto del punto interrogativo, e indica la pausa intermedia tra la virgola e il punto e virgola;
- " ՛ " è il segno d'interiezione e viene posto tra l'ultima e la penultima lettera dell'interiezione;
- " « " e " » " vengono utilizzate per le citazioni;
- " ՜ " viene usato come punto esclamativo.

## Traslitterazione
L'ISO 9985 (1996) traslittera l'alfabeto armeno per l'uso moderno orientale nel seguente modo:
| ա | բ | գ | դ | ե | զ | է | ը | թ  | ժ | ի | լ | խ | ծ | կ | հ | ձ | ղ | ճ | մ | յ | ն | շ | ո | չ | պ | ջ | ռ | ս | վ | տ | ր | ց  | ւ | փ  | ք  | օ | ֆ | ու | և  |
| a | b | g | d | e | z | ē | ë | t' | ž | i | l | x | ç | k | h | j | ġ | č̣ | m | y | n | š | o | č | p | ǰ | ṙ | s | v | t | r | c' | w | p' | k' | ò | f | ow | ew |
Nella letteratura linguistica dell'armeno classico, vengono utilizzati sistemi leggermente differenti (da notare in particolare che la č ha un significato diverso). Hübschmann-Meillet (1913) usa:
| ա | բ | գ | դ | ե | զ | է | ը | թ  | ժ | ի | լ | խ | ծ | կ | հ | ձ | ղ | ճ | մ | յ | ն | շ | ո | չ  | պ | ջ | ռ  | ս | վ | տ | ր | ց  | ւ | փ  | ք  | օ | ֆ | ու | և  |
| a | b | g | d | e | z | ê | ə | t῾ | ž | i | l | x | c | k | h | j | ł | č | m | y | n | š | o | č῾ | p | ǰ | r῾ | s | v | t | r | c῾ | w | p῾ | k῾ | ô | f | u  | ev |

## Codificazione dei caratteri

### Unicode
L'alfabeto armeno è uno dei cinque moderni sistemi alfabetici europei identificati nella versione Unicode standard 4.0. (gli altri alfabeti europei moderni sono quello latino, il cirillico, il greco, ed il georgiano.) 
Gli è stata assegnata la serie U+0530–058F.
| Armeno Tabella da Unicode.org (PDF) |   |   |   |   |   |   |   |   |   |   |   |   |   |   |   |   |
|                                     | 0 | 1 | 2 | 3 | 4 | 5 | 6 | 7 | 8 | 9 | A | B | C | D | E | F |
| U+053x                              |   | Ա | Բ | Գ | Դ | Ե | Զ | Է | Ը | Թ | Ժ | Ի | Լ | Խ | Ծ | Կ |
| U+054x                              | Հ | Ձ | Ղ | Ճ | Մ | Յ | Ն | Շ | Ո | Չ | Պ | Ջ | Ռ | Ս | Վ | Տ |
| U+055x                              | Ր | Ց | Ւ | Փ | Ք | Օ | Ֆ |   |   | ՙ | ՚ | ՛ | ՜ | ՝ | ՞ | ՟ |
| U+056x                              |   | ա | բ | գ | դ | ե | զ | է | ը | թ | ժ | ի | լ | խ | ծ | կ |
| U+057x                              | հ | ձ | ղ | ճ | մ | յ | ն | շ | ո | չ | պ | ջ | ռ | ս | վ | տ |
| U+058x                              | ր | ց | ւ | փ | ք | օ | ֆ | և |   | ։ | ֊ |   |   |   |   |   |

Cinque legature armene sono state codificate nel blocco "Alphabetic presentation forms" (estensione dei punti codice U+FB13–FB17)
|        | 0 | 1 | 2 | 3 | 4 | 5 | 6 | 7 | 8 | 9 | A | B | C | D | E | F |
| U+FB1x |   |   |   | ﬓ | ﬔ | ﬕ | ﬖ | ﬗ |   |   |   |   |   |   |   |   |

## Tipi di carattere
L'alfabeto armeno è disponibile per l'uso sui personal computer in una buona varietà di sistemi operativi come tipi di carattere installabili. Il tipo di carattere originale di Windows XP Sylfaen include l'intero set di caratteri dell'armeno. Il pacchetto open source "DejaVu fonts" include il set di caratteri dell'armeno ed è popolare su Linux.